# 689
سنة 689 م كانت سنة بسيطة تبدأ يوم الجمعة (الرابط يظهر نموذج التقويم الكامل للسنة) من التقويم اليولياني. بدأت تسمية السنة ب689 منذ العصور الوسطى المبكرة، عندما أصبح تقويم أنو دوميني هو الأسلوب السائد في أوروبا لتسمية السنوات.

## مواليد
- سعيد بن أبي عروبة

## وفيات
- حسان بن مالك الكلبي قائد أموي
- سانت كيليان قس ألماني
- عاصم بن عمر بن الخطاب
- عمرو بن سعيد الأشدق تابعي ووال وراوي حديث نبوي
- عمير بن الحباب
- يوأنس الثالث (بابا الإسكندرية) بابا الإسكندرية وبطريرك الكرازة المرقسية للأقباط الأرثوذكس رقم 40